# Bernd Gördes
Bernd Gördes (* 31. Januar 1945 in Großenwiehe) ist ein ehemaliger deutscher Ruderer.

## Karriere
Bernd Gördes ruderte für den Ersten Kieler Ruder-Club von 1862 und für den Essener Ruderklub am Baldeneysee. Zusammen mit seinem Vereinskameraden Ingo Scholz ruderte Gördes von 1969 bis 1971 im Deutschland-Achter. Bei den Europameisterschaften 1969 in Klagenfurt siegte der Achter aus der DDR vor dem Achter aus der Sowjetunion, der Deutschland-Achter mit Gördes und Scholz gewann die Bronzemedaille. Zwei Jahre später belegte der Deutschland-Achter bei den Europameisterschaften 1971 in Kopenhagen den sechsten Platz.
Gördes wurde beim Deutschen Meisterschaftsrudern 1971 für den Ruderklub am Baldeneysee Deutscher Meister im Vierer ohne Steuermann und im Vierer mit Steuermann.
Gördes machte sein Abitur 1965 und ging dann zur Bundeswehr. Danach studierte er Rechtswissenschaften an der Christian-Albrechts-Universität zu Kiel und an der Ruhr-Universität Bochum. 1975 schloss er sein Studium in Kiel mit dem 1. Staatsexamen ab, zwei Jahre später absolvierte er sein 2. Staatsexamen. 1978 trat Gördes in den Staatsdienst ein. Von 1988 bis 2011 war er Referatsleiter im Sozialministerium des Landes Schleswig-Holstein. Nach seiner Pensionierung wurde er Rechtsanwalt in Altenholz.